# Флаг в тумане
«Флаг в тумане», известен также как «Флаг во мгле» (яп. 霧の旗 кири-но хата) — японский чёрно-белый фильм, снятый в жанре криминальной драмы режиссёром Ёдзи Ямада и вышедший на экран в 1965 году. В основу киноленты положено одноимённое произведение популярного автора детективных романов Сэйтё Мацумото. В центре сюжета — месть женщины адвокату, отказавшемуся защищать её брата, приговорённого к смерти.

## Сюжет
Масао Янагида обвиняется в убийстве, которого он не совершал. Янагида был учителем начальной школы в Кумамото, административном центре одноимённой префектуры на острове Кюсю. Он потерял деньги, собранные его учениками на экскурсионную поездку. Чтобы выйти из положения, Янагида занял 80 тысяч иен у пожилой ростовщицы. Он не может вовремя отдать долг, и ростовщица начинает преследовать его по поводу денег, даже позоря его перед школой. По убеждению следствия, он убил старуху, не выдержав давления с её стороны и боясь позора перед преподавателями и учениками в школе. Младшая сестра обвиняемого, Кирико твёрдо убеждена в невиновности брата. Она едет с Кюсю в Токио, чтобы попытаться нанять известного адвоката Киндзо Оцуку. Высокооплачиваемый адвокат отказывается взяться за это дело, так как бедная девушка ограничена в средствах. Столичный журналист Коити Абэ хочет обнародовать нелицеприятные факты адвокатской практики, но Кирико не желает с ним сотрудничать и уезжает назад на Кюсю.
Спустя год. Суд первой инстанции приговорил Масао Янагиду к смертной казни. Он заболел и умер в тюрьме, дожидаясь повторного разбирательства дела. Кирико переезжает в Токио и устраивается на работу в один из столичных баров. Случайно Кирико становится свидетельницей убийства завсегдатая её бара, молодого человека по имени Кэнъити. На месте преступления она застала госпожу Митико Коно, которая как узнала Кирико, является любовницей адвоката Киндзо Оцуки. Митико Коно предъявлено обвинение в убийстве. И только Кирико может спасти обвиняемую, будучи свидетельницей происшествия. Но ей предоставляется случай отомстить адвокату, не пожелавшему спасти её брата. В процессе дальнейших событий Кирико превращается из невинной наивной девушки в коварную женщину, которая злорадствует, уничтожая ненавистного ей адвоката. Её ни сколько не смущает и то обстоятельство, что попутно она обрекает на смертную казнь невиновную Митико Коно.

## В ролях
- Тиэко Байсё — Кирико Янагида / она же Риэко
- Осаму Такидзава — Киндзо Оцука, адвокат
- Митиё Аратама — Митико Коно
- Юскэ Кавадзу — Кэнъити Сугита
- Сигэру Цуюгути — Масао Янагида
- Ёскэ Кондо — Коити Абэ, журналист
- Юмэко Айдзомэ — Ёсико, жена Киндзо Оцука
- Кодзи Киёмура — Хисаока
- Такэтоси Найто — Симада
- Эцуко Итихара — Нобуко, соседка Риэко по комнате
- Нобуо Канэко — главный редактор (в титрах не указан)
- Сумико Абэ — старшая сестра Кэнъити
- Кэндзо Табу — детектив
- Торахико Хамада — судья
- Дзиро Каварадзаки — Ямагами
- Таканобу Ходзуми — менеджер ресторана
- Тиэко Мисаки — ростовщица
- Хисаси Игава — человек на лодке

## Премьеры
- — национальная премьера фильма состоялась 28 мая 1965 года[1].
- — впервые показан российскому зрителю 26 октября 2019 года в рамках ретроспективы фильмов режиссёра Ёдзи Ямады в Москве (в конференц-зале Государственной Третьяковской галереи)[2].

## Награды и номинации
- Премия журнала «Кинэма Дзюмпо» (1954)

- Фильм выдвигался на премию «Кинэма Дзюмпо» в номинации за лучший фильм 1953 года, однако по результатам голосования занял лишь 20-е место.

## Комментарии
1. ↑  Русское название «Флаг в тумане» распространено в советском киноведении, например в книге о японском кино Инны Генс «Бросившие вызов. Японские кинорежиссёры 60—70 годов». М. Искусство, 1988 (стр. 266), в энциклопедическом издании «Режиссёрская энциклопедия: Кино Азии, Африки, Австралии, Латинской Америки» (стр. 140), под этим же названием фильм демонстрировался в программе ретроспективы режиссёра Ёдзи Ямады в Москве (2019) и появился с русским переводом в сети на торрент-трекерах и сайтах онлайн-просмотров. Под названием «Флаг во мгле» о фильме созданы страницы на различных сайтах сети Интернет, в том числе на КиноПоиске и в IMDb.